# Spilogona sychevskayae
Spilogona sychevskayae este o specie de muște din genul Spilogona, familia Muscidae, descrisă de Adrian C. Pont în anul 1970. Conform Catalogue of Life specia Spilogona sychevskayae nu are subspecii cunoscute.